# Меренков, Пётр Иванович
Пётр Иванович Меренков (1914—1985) — старшина Рабоче-крестьянской Красной Армии, участник Великой Отечественной войны, Герой Советского Союза (1945).

## Биография
Пётр Меренков родился 20 июня 1914 года в деревне Федоровка (ныне — Медынский район Калужской области). В 1927 году переехал в Москву, где окончил семь классов школы и работал слесарем. В июне 1941 года Меренков был призван на службу в Рабоче-крестьянскую Красную Армию. С июля того же года — на фронтах Великой Отечественной войны.
К апрелю 1945 года старшина Пётр Меренков командовал взводом 175-го отдельного сапёрного батальона 126-й стрелковой дивизии 54-го стрелкового корпуса 43-й армии 3-го Белорусского фронта. Отличился во время штурма Кёнигсберга. 7 апреля 1945 года взвод Меренкова успешно пробрался сквозь минные поля и канал к форту № 5 и подорвал его стену, благодаря чему пехота смогла овладеть этим фортом. В том бою Меренков получил два ранения, но продолжал выполнять боевую задачу.
Указом Президиума Верховного Совета СССР от 19 апреля 1945 года за «мужество и героизм, проявленные в боях» старшина Пётр Меренков был удостоен высокого звания Героя Советского Союза с вручением ордена Ленина и медали «Золотая Звезда» за номером 7477.
После окончания войны Меренков был демобилизован. Проживал и работал в Москве. Скончался 28 сентября 1985 года.
Был также награждён орденами Отечественной войны 1-й и 2-й степеней, Красной Звезды, Славы 3-й степени и рядом медалей.

## Память
- В Медыни, 9 мая 2015 г., на Аллее Героев установлен бюст Меренкова[2].